# Aphthona herbigrada
Aphthona herbigrada  (лат.) — вид листоедов (Chrysomelidae) из подсемейства козявок (Galerucinae). Распространён в Западной, Южной и южной части Центральной Европы, а также в Алжире. Взрослые жуки и их личинки питаются листьями солнцецвета монетолистного (Helianthemum nummularium) (ладанниковые).